# Cricklewood Green
Albums de Ten Years After
Ssssh
(1969) Watt
(1970)
Cricklewood Green est le cinquième album du groupe de blues rock britannique Ten Years After, sorti en avril 1970.
Il inclut notamment l'unique hit du groupe sur son sol natal : Love Like a Man, qui atteint la 10e place du hit-parade britannique en juin. L'album lui-même se classe 4e, égalant la performance de son prédécesseur Ssssh. Aux États-Unis, Cricklewood Green se classe 14e du Billboard 200, bien que Love Like a Man ne dépasse pas la 98e place dans le classement singles.

## Titres
Toutes les chansons sont d'Alvin Lee.

### Face 1
1. Sugar the Road – 4:06
2. Working on the Road – 4:18
3. 50,000 Miles Beneath My Brain – 7:39
4. Year 3,000 Blues – 2:27

### Face 2
1. Me and My Baby – 4:18
2. Love Like a Man – 7:32
3. Circles – 3:59
4. As the Sun Still Burns Away – 4:44

### Titres bonus
L'édition remasterisée de Cricklewood Green parue chez EMI en 2002 inclut deux titres bonus :
1. Warm Sun – 3:08
2. To No One – 3:49

## Musiciens
- Alvin Lee : chant, guitare
- Chick Churchill : orgue
- Leo Lyons : basse
- Ric Lee : batterie